# واچاگان مکرتچیان
واچاگان آرامائیسی مکرتچیان (ارمنی: Վաչագան Արամայիսի Մկրտչյան؛ زادهٔ ۱ اکتبر ۱۹۴۹) یک  سیاستمدار اهل ارمنستان است که از تاریخ ۱۹۹۰ تا تاریخ ۱۹۹۵ سمت نمایندگی دوره اول شورای عالی جمهوری ارمنستان را برعهده داشت.

## زندگی‌نامه
در 	۱ اکتبر ۱۹۴۹ ‏در ارمنستان به دنیا آمد . 